# کستا ختاگوروف

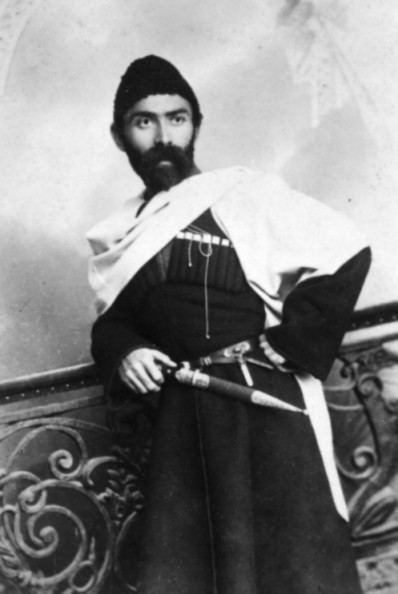
کُستا ختاگوروف

کُستا لوانوویچ خِتاگوروف (آسی: Хетæгкаты Леуаны фырт Къоста (۱۸۵۹-۱۹۰۶) ادیب و شاعر ملی اوستیا است که بنیانگذار ادبیات آسی نیز بشمار می‌آید. او در اواسط قرن ۱۹ میلادی به دنیا آمد و در سال‌های نخستین سدهٔ بیستم درگذشت. هرچند که در سده‌های ۱۸ و ۱۹ به زبان آسی شعرهایی گفته می‌شد اما به هر روی به گونهٔ رسمی در پایان سدهٔ نوزدهم ادبیات آسی متولد شد و بانی آن نیز کُستا ختاگوروف بود. او همچنین نقاشی توانمند و یک نیکوکار برجسته بود. دیوان اشعار او چنگ آسی نام دارد.
ختاگوروف در روستای نار که امروزه در بخش آلاگیری در اوستیای شمالی-آلانیا قرار دارد، به دنیا آمد. او در دبیرستان استاوروپول از سال ۱۸۷۱ تا ۱۸۸۱ تحصیل کرد و در سال ۱۸۸۱ وارد آکادمی هنرهای سنت پترزبورگ شد، اما به دلیل مشکلات مالی در سال ۱۸۸۵ ناچار به ترک تحصیل شد.
پس از بازگشت به زادگاهش اوستیا، به شاعری برجسته تبدیل شد و اشعارش که به زبان آسی سروده شده بودند، به‌سرعت در شهرها و روستاهای آسی به‌صورت شفاهی منتشر شد. او همچنین تعدادی شعر، داستان و مقاله را در روزنامه‌های زبان روسی مانند قفقاز شمالی (که خود بین سال‌های ۱۸۹۳ تا ۱۹۰۲ سردبیری آن را بر عهده داشت) و قازبگی منتشر کرد. نقاشی‌های او نیز شهرت زیادی پیدا کردند که یکی از آن‌ها، تصویری از سنت نینو، مُبلغ مسیحی قرن چهارم در میان مردم گرجی بود و در گرجستان مورد استقبال قرار گرفت.

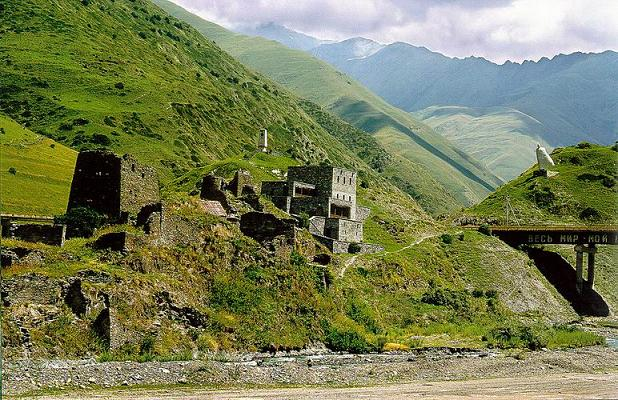
خانه کستا ختاگوروف در نار

به دلیل انتقادهایش از حکومت امپراتوری روسیه، دو بار از زادگاهش تبعید شد: بار نخست بین سال‌های ۱۸۹۱ تا ۱۸۹۶ و بار دوم از ۱۸۹۹ تا ۱۹۰۲. تبعید دوم به‌طور جدی سلامت او را تضعیف کرد و توانایی‌اش را برای ادامه فعالیت‌های ادبی و اجتماعی از بین برد. ختاگوروف اندکی بعد در لابه (Labæ) (که امروزه در قره‌چای و چرکس قرار دارد) در سال ۱۹۰۶ درگذشت.

## زندگی

### تحصیلات

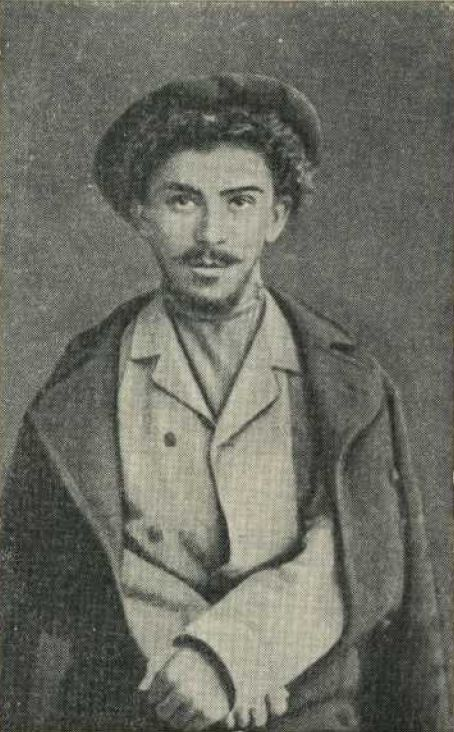
کستا ختاگوروف در دوران دانشجویی

کنستانتین (کستا) ختاگکاتی در ۱۵ اکتبر ۱۸۵۹ در روستای دورافتاده نار به دنیا آمد. این روستا که در انتهای یک جاده طولانی قرار دارد، شهری کوچک اما قابل توجه در نزدیکی شهر بزرگ‌تر تیبسلی در دره آلاگیر در اوستیای شمالی است. موقعیت جغرافیایی آن، در نزدیکی مرز گرجستان و روسیه، بعدها اهمیت زیادی پیدا کرد.
کستا خیلی زود به‌عنوان یک نابغه طراحی شناخته شد. این موضوع توجه بسیاری را به خود جلب کرد و انتظارات بالایی از او شکل گرفت. این سال‌ها برای کستا دشوار بود اما تأثیر زیادی در رشد او داشت.
زمانی رسید که کستا باید وارد مدرسه‌ای جدید می‌شد. به دلیل استعدادش در هنر، برای تحصیل در مدرسه‌ای معتبر و دوردست، دبیرستان استراوپول انتخاب شد. این مدرسه که در منطقه‌ای با اهمیت برای روسیه قرار داشت، بعدها به محلی تبدیل شد که میخائیل گورباچف در آن آموزش دید. توانایی برجسته کستا در نقاشی و طراحی توسط استاد روسی، اسمیرف، که هیچ ارتباطی با برند نوشیدنی نداشت، تأیید و تحسین شد.
در این زمان، او در برابر یک دوراهی سرنوشت‌ساز قرار گرفت. کستا و پدرش دربارهٔ مسیر آینده‌اش اختلاف داشتند. پدرش بر این باور بود که راه درست برای کستا، سربازی است. او از مزایای میهن‌پرستانه و فرصت‌های نظامی برای کستا سخن می‌گفت، اما کستا این پیشنهاد را به‌شدت رد کرد و تأکید داشت که علاقه‌ای به نظامی‌گری ندارد. پس از کشمکش‌های فراوان، سرانجام کستا پیروز شد، هرچند مشخص نیست که این موفقیت حاصل مصالحه با پدرش بود یا نادیده گرفتن خواسته او.
با تصمیم نهایی، کستا در سال ۱۸۸۱ وارد آکادمی هنرهای سنت پترزبورگ شد. در آنجا، توجه گسترده‌ای به استعداد او جلب شد و انتظارات از او بیش از پیش افزایش یافت. بسیاری تصور می‌کردند که کستا برای همیشه به‌عنوان یک هنرمند فعالیت خواهد کرد.

### سقوط کستا و بازگشت به نار
با این حال، ضربه‌ای دو لبه به کستا وارد شد؛ چراکه ناگهان کمک‌هزینه تحصیلی‌اش از او گرفته شد. این کمک‌هزینه تا این مرحله از زندگی‌اش منبعی مهم برای ادامه تحصیل او بود و بدون آن، او برای تأمین هزینه‌هایش با مشکل مواجه شد.
او با آزمون‌های روحی و جسمی سختی روبه‌رو شد؛ ساعت‌های طولانی کار بر دوشش سنگینی می‌کرد و مجبور بود برای تأمین معاش به کارهای سخت بدنی روی بیاورد. اما حتی این تلاش‌ها نیز کافی نبود و مشکلات مالی او را در وضعیت دشواری قرار داد.
در این روزهای تاریک، کستا در شرایطی غیرممکن گرفتار شده بود. چاره‌ای جز تسلیم نداشت و در نهایت، مجبور شد همه چیز را رها کند و به نار بازگردد.
چرا کمک‌هزینه تحصیلی کستا قطع شد؟ دلیل این اتفاق مشخص نیست، اما دست‌کم یک نویسنده گمانه‌زنی کرده است که این تصمیم به دلیل تنش‌های سیاسی رو به افزایش در روسیه گرفته شد.

### دوران نقاشی
اگرچه کستا نتوانسته بود تحصیلاتش را در رشته هنر تکمیل کند، اما نقاشی‌هایش همچنان چشمگیر بودند. این توانایی به او این امکان را داد که مدتی از طریق دریافت سفارش‌های هنری زندگی خود را تأمین کند.
نمایشگاه بزرگی از آثار او در این دوران برپا شد که با استقبال زیادی همراه بود و از نظر فرهنگی نقطه عطفی در ولادی‌قفقاز به‌شمار می‌آمد. گزارش‌های معاصر نشان می‌دهند که این نمایشگاه هم از نظر اعتبار و هم از نظر مالی، موفقیت بزرگی برای کستا بود.
در میان آثار برجسته او، سه نقاشی به‌طور ویژه مورد توجه قرار گرفته‌اند: «کودکان سنگ‌شکن»، «در یک کلبه آسی»، و «گردنه زیکار». یکی دیگر از آثار معروف او، «سنت نینو»، به قدری واقعی و چشم‌نواز بود که هنگام نمایش، جمعیت زیادی برای تماشای آن گرد هم آمدند. گفته می‌شود که برخی از تماشاگران از یکی از کارکنان نمایشگاه خواستند که به آن‌ها اجازه دهد طنابی به نقاشی ببندند و سطح بوم را لمس کنند تا مطمئن شوند که با یک نقاشی روبه‌رو هستند و نه یک تندیس درون یک قاب!
این نقاشی همچنان تا امروز از جایگاه والایی برخوردار است.
با این حال، کستا با یک تناقض حرفه‌ای روبه‌رو شد. او فرصت‌های شغلی دریافت کرد، اما بسیاری از این پیشنهادها مربوط به طراحی دکورهای نمایشی برای تئاترها بود. این کار درآمد خوبی داشت، اما کستا از اینکه نامش به چنین کاری گره بخورد، ناراضی بود. او نمی‌خواست که شهرتش به عنوان یک نقاش سطحی و تجاری تثبیت شود.

### ازدواج
مشخص نیست که آیا کستا در این دوران ازدواج کرده است یا نه. برخی منابع معتقدند که او ازدواج کرده، در حالی که برخی دیگر چنین ادعایی را رد می‌کنند. در واقع، اطلاعات کمی دربارهٔ جزئیات زندگی شخصی کستا در دسترس است.

### ظهور یک شاعر ملی
دوران اولیه فعالیت هنری کستا بسیار پرثمر بود، اما برخی حسرت می‌خورند که چرا این روند ادامه نیافت. گفته می‌شود که زمانی که او به نار بازگشت، گویی باری سنگین بر قلم‌موی نقاشی‌اش گذاشته شد و علاقه‌اش به هنرهای تجسمی کاهش یافت.
در ابتدا، علی‌رغم شرایط سختی که او را آزار می‌داد، همچنان تلاش کرد تا نقاشی کند، اما هر بار که به بوم نزدیک می‌شد، غم و نارضایتی همراهش بود. به تدریج، نویسندگی جای نقاشی را در زندگی‌اش گرفت. بسیاری این دوران را «تولد یک شاعر بزرگ» می‌دانند.
برخلاف بسیاری از شاعران دیگر، کستا به دو زبان آسی و روسی می‌نوشت. نخستین کتاب او، که مجموعه‌ای از اشعار اولیه‌اش بود، به زبان روسی منتشر شد. موج‌های انقلابی و دموکراتیک که در آن دوران روسیه را دربر گرفته بودند، تأثیر زیادی بر او گذاشتند. این تفکرات، که در آن زمان در حال خاموشی بودند اما آماده شعله‌ور شدن مجدد، به‌طور مستقیم در آثار کستا دیده می‌شوند.
اشعار او در میان مردم بسیار محبوب شد و در تمام نوشته‌هایش، رنج مردم عادی را به تصویر می‌کشید.
میهن‌پرستی که پدر کستا از دوران کودکی در او نهادینه کرده بود، به‌وضوح در آثار او دیده می‌شود. اشعار اولیه او پر از مضامین ملی‌گرایانه بود که در نهایت در اثر معروف «چنگ آسی» به اوج رسید. این کتاب نخستین بار در ۱۸۹۹ منتشر شد و از همان زمان تاکنون، یکی از محبوب‌ترین آثار آسی‌ها به‌شمار می‌رود.
محبوبیت این اثر همچنان رو به افزایش است، تا جایی که در اوستیا، ترانه‌های کستا، جملات و سخنان حکیمانه او، و شعارهای الهام‌گرفته از او همچنان زنده هستند و در فرهنگ مردم جریان دارند.

### نخستین تبعید
اینکه کستا را صرفاً یک نقاش و شاعر بدانیم، تصوری نادرست است. او چهره‌ای برجسته در عرصه عمومی بود، به شهرت علاقه داشت، در بازیگری محبوب بود و با صدای بلند علیه هرگونه بی‌عدالتی که احساس می‌کرد در حال وقوع است، اعتراض می‌کرد.
در دنیای امروز، چنین رویکردی شاید مورد تقدیر قرار گیرد، اما به‌سادگی می‌توان تصور کرد که تزارهای روسیه چندان دل خوشی از این هنرمند دردسرساز نداشتند. دستگاه حکومتی روسیه، که به سنت‌های گذشته پایبند بود، از رفتارهای اعتراضی کستا ناراضی بود و در نهایت، این نارضایتی منجر به نخستین تبعید او شد.
در سال ۱۸۹۵، کستا مجبور شد به‌سرعت منطقه ترک را ترک کند و اجازه بازگشت نداشت. هرچند این مسئله برای او دشوار بود، اما چندان فاجعه‌بار نشد، زیرا او در استاوروپول مکانی برای اقامت داشت. با این حال، ماندن در این شهر که یادآور خاطرات جوانی‌اش بود، برای او خوشایند نبود. در نتیجه، خانه خود را به پیتیگورسک منتقل کرد.
در همان دوران، کستا چنین سروده بود:
"من هرگز خوشبختی را نشناختم، اما

آزادی‌ام را،

که همچون خوشبختی برایم عزیز بود،

فدا می‌کردم

اگر می‌توانستم راهی را

برای آزادی بگشایم،

همان راهی که مردم در انتظار آنند…"

### دومین تبعید
کستا، فارغ از جایی که در آن زندگی می‌کرد، آرام و بی‌حاشیه نبود. او همچنان به مخالفت با سیاست‌های تزار ادامه داد و بار دیگر، به‌شدت علیه آن‌ها سخن گفت. این بار، مقامات حکومتی واکنشی شدیدتر نشان دادند و در اقدامی تلافی‌جویانه، او را برای بار دوم، به مدت پنج سال به خرسون تبعید کردند. این تبعید در سال ۱۸۹۹ آغاز شد.
اگرچه نخستین تبعید برای کستا آزاردهنده بود، اما چندان بر کارهایش تأثیر نگذاشت. با این حال، دومین تبعید او را از روحیه و انرژی خلاقانه‌اش تهی کرد. این فقدان روحیه، باعث شد که او دچار بیماری و افسردگی شود. آثار او در این دوره، نشانه‌های واضحی از رنج و بیماری داشتند:
"نور باشکوه خورشید پیشانی‌ام را می‌تاباند

امواج گرم، نوای اغواگر گذشته را زمزمه می‌کنند

اشک در چشمانم حلقه زده است، گوش‌هایم

قطره‌های اندوه عشق را می‌شنوند.

می‌خواهم حرکت کنم، این میله‌ها را بلرزانم، زیرا

درون این دیوارهای سرد، شیطان خود را پنهان کرده است…"
به دلیل وضعیت وخیم سلامتی‌اش، مقامات در نهایت تصمیم گرفتند در سال ۱۹۰۱ به او اجازه بازگشت به خانه‌اش را بدهند.
دوستانی که پس از دو سال دوری، کستا را دیدند، متعجب شدند. او هنگام رفتن، مردی پرشور و سرزنده بود، اما هنگام بازگشت، همچون پیرمردی رنجور و شکسته به نظر می‌رسید. علائم بیماری‌اش جدی بود و بسیاری باور داشتند که او دیگر زمان زیادی برای زندگی ندارد.

## مرگ
گفته می‌شود که کستا پیش از مرگ چنین نوشت:
"سپیده‌دم در حال شکفتن است،

خورشید بر نیزه‌های سربازان می‌تابد…"
این کلمات، پیشگویی‌ای هوشمندانه از روزی نو، تغییری بزرگ و همچنین مرگ اوست. هم‌زمان، این سروده پیشگویی‌ای از جنگ جهانی اول است که ده سال پس از مرگ او آغاز شد.
کستا سال‌ها با بیماری و رنج دست‌وپنجه نرم کرد تا در نهایت در سال ۱۹۰۶ درگذشت.

## فلسفه کستا
شباهت‌های زیادی میان شاعران آزادی‌خواه وجود دارد. سبکی در شعر وجود دارد که به توصیف زندگی ساده و ارزش‌های انسانی می‌پردازد، و کستا در همین سبک جای می‌گیرد. شاعران دیگری که از نظر فلسفی در این دسته قرار می‌گیرند، شامل میخائیل لرمانتف، نیکولای نکراسوف، رابرت برنز و تاراس شوچنکو هستند.
درون‌مایه‌های مشترک این شاعران، عدالت اجتماعی و دغدغه‌های انسانی است. در شعرهای کستا، تأکید زیادی بر حقیقت و پیشرفت بشر دیده می‌شود. او چنین سروده است:
"به‌سوی پرتو حقیقت،

جسورانه گام بردارید.

بزدلان و سست‌عنصران،

کنار بروید، اینجا جای دخالت شما نیست!"
موضوعی که در تمام آثار کستا به چشم می‌خورد، شکاف میان ثروت و زندگی مرفه ثروتمندان و رنج و مشقت مردم عادی است. او کلمات سخت و تندی علیه کسانی که ثروتشان را از رنج دیگران به دست آورده بودند، به کار می‌برد. حتی ثروتمندانی که به‌طور مستقیم از ظلم به دیگران سود نمی‌بردند نیز از قلم تند و تیز کستا در امان نماندند.
او دربارهٔ کسانی که در رفاه زندگی می‌کنند و از نعمت‌های دنیا برخوردارند، چنین سروده است:
"شادی تو را نمی‌خواهم –

چراکه در آن، هیچ شادی‌ای برای مردم نیست…

در این عمارت‌های درخشان، من در حال خفگی‌ام،

نور کورکننده‌شان مرا به زانو درآورده است…

برای قرن‌ها، این قصرها بر روی شانه‌های بردگان ساخته شده‌اند،

در آن‌ها، ناله‌های یتیمان خفه می‌شود،

در آن‌ها، شراب با اشک‌های مردم درآمیخته است…

نه، این سعادت را برای خود نگه دارید،

در سرزمینی که مردمش چنین بی‌نصیب‌اند!"

## میهن‌پرستی کستا
دربارهٔ میهن‌پرستی شاعر، کستا، سخنان زیادی گفته شده است. درست است که اهمیت کستا بیشتر در اوستیا احساس می‌شود و شهرت او در خارج از این منطقه چندان گسترده نیست. اما در زمان خود، او چهره‌ای شناخته‌شده در سطح جهان بود.
همچنین، کستا خود نیز آگاه بود که در خارج از اوستیا، کسانی هستند که او را می‌شناسند؛ بنابراین، اینکه او را یک شاعر منطقه‌ای بنامیم، کاملاً دقیق نیست. قفقاز، اشعار کستا را فراتر از مرزهای ملی خود ستوده است.
نمونه‌ای از شعر بین‌المللی کستا:
"جهان، معبد من است،

عشق، زیارتگاه من است،

گیتی، میهن من است."
اما ریشه‌های این فلسفه در چیست؟
این تفکر، از جریان‌های انقلابی نشأت می‌گیرد که در آن زمان در سرزمین‌های روسیه در حال شکل‌گیری بودند. این صداهای آزادی‌خواه، کستا را در طول دوران رشد فکری‌اش تحت تأثیر قرار دادند.
با این حال، کستا صرفاً یک شاعر روسی نبود. فرهنگ و سنت‌های آسی‌ها آن‌چنان در اشعار او پررنگ و عمیق جای گرفته‌اند که جای تعجب نیست اگر او در اوستیا تا این اندازه مورد احترام باشد.

## میراث کستا

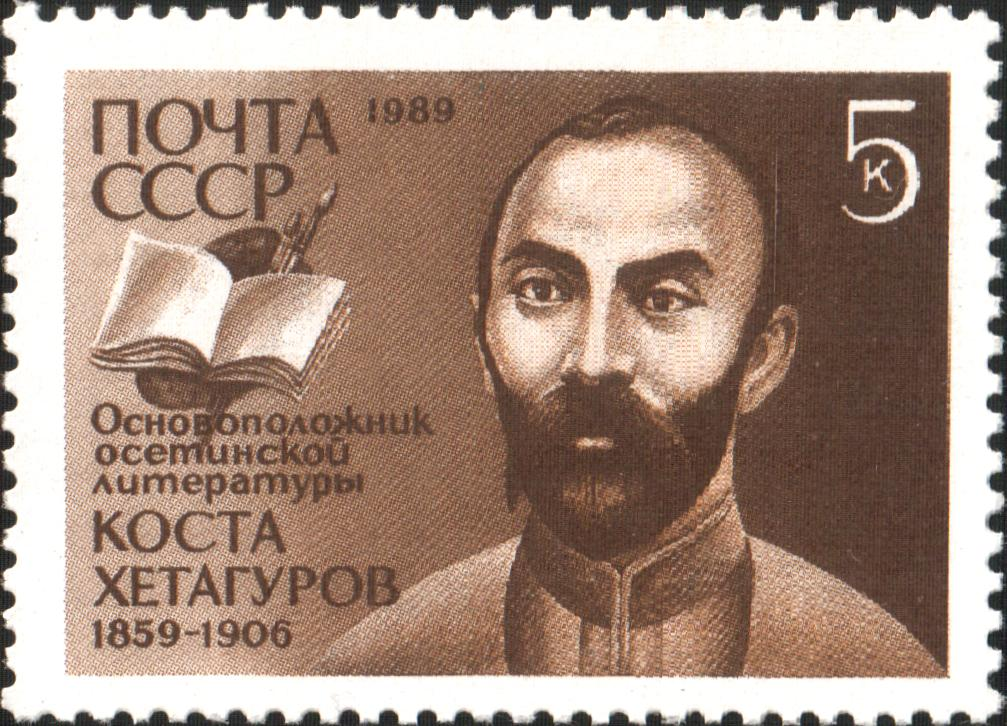
تمبر یادبود اتحاد جماهیر شوروی در سال ۱۹۸۹ با تصویر کستا ختاگوروف

نیکولای تیخونوف، شاعر برجسته دوران شوروی، دربارهٔ کستا چنین نوشته است:
«او به گنجینه‌ای برای اندیشه مترقی، هنر پیشرو و پیشتاز بشریت تبدیل شد.»
«او به‌درستی به خانواده بزرگ نویسندگان کلاسیک جهان پیوست.»
یک تاریخ‌نگار دیگر چنین نوشته است:
«تأثیر کستا در شکل‌گیری تفکر آسی‌ها عظیم است، و ما باور داریم که قدرت اخلاقی او برای همیشه پایدار خواهد ماند.»
امروزه، اشعار و آثار دیگر کستا در کتابخانه‌ها، کتاب‌فروشی‌ها و اینترنت در بسیاری از زبان‌ها در دسترس هستند.
برای پاسداشت این میراث، یکی از سه دانشگاه اوستیا، نام «دانشگاه کستا ختاگوروف» را بر خود دارد.

## مجسمه کستا
تاکنون، تندیس‌های متعددی از کستا در سراسر منطقه نصب شده است. یکی از جدیدترین این مجسمه‌ها در ولادی‌قفقاز قرار دارد.
بر روی این یادمان، چنین نوشته شده است:
«به کستا ختاگوروف، بنیان‌گذار ادبیات آسی – از سوی دولت اتحاد جماهیر شوروی.»